# Mkhitar de Her
Mkhitar (ou Mxitar, Mexitar, Mekhitar) de Her ou Mkhitar Heratsi (ou Herac‘i, en arménien Մխիթար Հերացի ; 1110/18 novembre 1118/1120-1173/1200) est un médecin, physiologiste et astronome arménien du XIIe siècle. Compté parmi les plus grands médecins médiévaux, il est traditionnellement considéré comme le père de la médecine en Arménie.

## Biographie
On sait peu de choses de la vie de Mkhitar : il naît vers 1110/1118 ou 1120 dans la ville de Her (l'actuelle Khoy, en Iran, en ancienne Parskahayk, province de l'Arménie historique selon le géographe arménien du VIIe siècle Anania de Shirak), où il apprend le grec, le persan et l'arabe, ainsi que la médecine.
Il part ensuite pour le royaume arménien de Cilicie, où il entre en contact avec les Catholicos Nersès IV Chnorhali (dont il est le médecin personnel) et Grigor IV Tgha. Il s'établit à Sis et y enseigne la médecine, à l'université comme à l'hôpital. Ses contemporains comme ses successeurs le surnomment le Grand Mkhitar ; il recueille, étudie et synthétise les connaissances médicinales classiques et populaires (principalement grecques et arabes), pour ensuite développer de nouvelles théories, touchant par exemple à l'explication des maladies infectieuses (et prônant l'isolement du malade), à la place de la psychologie dans la guérison, au rôle de l'environnement, des habitudes alimentaires et du style de vie, ou s'opposant partiellement aux saignées. Il introduit également en arménien toute une série de nouveaux mots issus du jargon médical.
Mkhitar meurt en 1200 à Hromgla.

## Œuvres
Mkhitar laisse une dizaine d'œuvres traitant des sciences naturelles et de l'anatomie.
La principale œuvre de cet adepte de l'école hippocratique est La consolation des fièvres (Ջերմանց Մխիթարութիւն, Jermants Mkhitarutiun), rédigée en 1184 sur commande de Grigor IV Tgha et en langue vernaculaire,. Pour composer cet ouvrage traitant environ deux cents maladies causant des fièvres et qui le classe parmi les plus grands médecins médiévaux, il se rend dans les marais de Cilicie ; il y développe une théorie de la « moisissure », agent de propagation des infections. Lévon Hovannisian dira de lui dans son Histoire de la médecine en Arménie que « jusqu'au siècle de la bactériologie, aucun médecin autre que Mekhitar Hératsi n'a utilisé un terme qui soit aussi proche de la réalité pour définir la nature de l'infection ».
Ses autres ouvrages, comme Au sujet de la structure et de la composition des yeux, Au sujet du scrotum ou Au sujet des pierres et de leurs propriétés, n'ont survécu que de manière fragmentaire.

## Médaille
Parmi les médailles de la République d'Arménie figure la médaille Mkhitar Heratsi ; elle est attribuée aux auteurs de contributions notables dans le domaine des soins de santé, pour des activités pratiques hautement professionnelles ou des activités significativement bénéfiques.

## Université
L'Université d'État de médecine d'Erevan porte le nom de Mkhitar Heratsi. Les meilleurs étudiants de l’Université reçoivent la bourse « Mkhitar Heratsi » (en général deux par an pour la Faculté de médecine).